# Scoloplos
Scoloplos (лат.) — род морских кольчатых червей из семейства Orbiniidae подкласса Sedentaria класса многощетинковых. Типовой вид Lumbricus armiger Müller, 1776, ныне Scoloplos armiger (Müller, 1776). В ископаемом виде неизвестны.
Морские придонные многощетинковые черви с удлиненной формой тела. Как правило, тело разделено на широкую дорзо-вентрально сплющенную грудную область и заднюю брюшную более узкую и округленную в поперечном сечении и состоящую из сегментов, несущих дорзальные параподии. Встречаются в водах всех океанов от тропических до полярных вод. Живут на глубине от 15 до 2490 м. Они безвредны для человека, не являются объектами промысла. Их охранный статус не определен.

## Классификация
По данным World Register of Marine Species, на апрель 2025 года род включает 33 вида:
1. Scoloplos acmeceps Chamberlin, 1919
2. Scoloplos armiger (Müller, 1776)
3. Scoloplos bathytatus Blake, 2017
4. Scoloplos californiensis Blake, 2020
5. Scoloplos capensis (Day, 1961)
6. Scoloplos chrysochaeta Wu, 1962
7. Scoloplos cryptospinigerus Dean & Blake, 2015
8. Scoloplos cylindrifer Ehlers, 1904
9. Scoloplos dayi Hartmann-Schröder, 1980
10. Scoloplos depoorteri Jeldes & Lefevre, 1959
11. Scoloplos ehlersi Blake, 1985
12. Scoloplos haasi (Monro, 1937)
13. Scoloplos intermedius (Hartman, 1965)
14. Scoloplos juanfernandezensis Rozbaczylo, Díaz-Díaz & Cataldo, 2017
15. Scoloplos maranhensis Oliveira, Cutrim, Vieira, Ferreira, Almeida & Nogueira Júnior, 2019
16. Scoloplos marsupialis Southern, 1921
17. Scoloplos normalis (Day, 1977)
18. Scoloplos novaehollandiae (Kinberg, 1866)
19. Scoloplos papillatus Blake, 2021
20. Scoloplos pettiboneae Blake, 2021
21. Scoloplos pseudoarmiger Blake, 2021
22. Scoloplos pseudosimplex Eibye-Jacobsen, 2002
23. Scoloplos robustus Rullier, 1964
24. Scoloplos sagarensis Misra, 1999
25. Scoloplos similis Mackie, 1987
26. Scoloplos simplex (Hutchings, 1974)
27. Scoloplos sparsaciculus Blake, 2020
28. Scoloplos spiniferus Gallardo, 1968
29. Scoloplos suroestense Blake, 2017
30. Scoloplos tumidus Mackie, 1991
31. Scoloplos typicus (Eisig, 1914)
32. Scoloplos uschakovi Wu, 1962
33. Scoloplos verrilli Blake, 2021